# فرهنگ در استان آذربایجان شرقی
استان آذربایجان شرقی، با مرکزیت تبریز، یکی از مهم‌ترین و تأثیرگذارترین مناطق فرهنگی ایران به‌شمار می‌رود. این استان که در شمال‌غرب کشور و در مجاورت قفقاز قرار دارد، با برخورداری از پیشینه‌ای غنی، نقش مهمی در شکل‌گیری و گسترش فرهنگ ایرانی، به‌ویژه در حوزه‌های زبان، ادب، موسیقی، هنرهای دستی و آیین‌های سنتی ایفا کرده است. فرهنگ در این استان، ترکیبی از عناصر بومی، اسلامی و ایرانی است که در گذر زمان، با تحولات اجتماعی و سیاسی، دگرگونی‌های متعددی را تجربه کرده، اما هویت فرهنگی آن همچنان پررنگ و زنده باقی مانده است.
استان آذربایجان شرقی با داشتن چهره‌های فرهنگی برجسته‌ای همچون محمدحسین شهریار، با میراث فرهنگی ملموس و ناملموس فراوانی شناخته می‌شود. از جمله ویژگی‌های متمایز این استان می‌توان به وجود زبان ترکی آذربایجانی، موسیقی عاشیقی، فرش تبریز، آیین‌های محلی و جشنواره‌های فرهنگی اشاره کرد. نقش تبریز به‌عنوان یکی از قدیمی‌ترین شهرهای فرهنگی ایران در دوره‌های مختلف تاریخ، به‌ویژه در دوران صفویه، قاجار و مشروطه، گواهی بر پیشتازی این خطه در عرصه فرهنگ و هنر است.

## زبان و ادبیات
زبان غالب مردم آذربایجان شرقی، ترکی آذربایجانی (به انگلیسی: Azerbaijani Turkish) است که در کنار زبان فارسی، به‌عنوان زبان رسمی کشور، در تعامل فرهنگی، آموزشی و رسانه‌ای مورد استفاده قرار می‌گیرد. گویش ترکی در این منطقه دارای ساختار آوایی، واژگانی و دستوری خاصی است که آن را از سایر گونه‌های ترکی در ایران و قفقاز متمایز می‌سازد. بسیاری از واژه‌های اصیل، اصطلاحات و ضرب‌المثل‌های رایج در این گویش، ریشه در تاریخ، جغرافیا و ذهنیت جمعی مردم منطقه دارند.
ادبیات ترکی آذربایجانی در این استان، هم در قالب ادبیات شفاهی و هم ادبیات مکتوب رشد یافته است. ادبیات شفاهی در قالب‌هایی چون لَتِفَه‌ها، چیستان‌ها، افسانه‌ها، ترانه‌های محلی (بایاتی)، نغمه‌های لالایی و داستان‌های فولکلوریک حضور چشمگیری دارد. این گنجینهٔ زنده، نسل‌به‌نسل منتقل شده و بخش مهمی از حافظه فرهنگی جامعه را شکل داده است.
در حوزه ادبیات مکتوب، استان آذربایجان شرقی زادگاه یا محل رشد بسیاری از شاعران، نویسندگان و اندیشمندان بزرگ ایرانی بوده است. یکی از شاخص‌ترین چهره‌ها در این زمینه، محمدحسین شهریار است که هم در شعر فارسی و هم در شعر ترکی آذربایجانی، آثاری ماندگار خلق کرده است. اثر برجستهٔ او، "حیدربابایه سلام" یکی از تأثیرگذارترین نمونه‌های شعر ترکی مدرن در ایران محسوب می‌شود و بازتابی از فرهنگ، زبان و زندگی روستایی مردم آذربایجان است.
از دیگر چهره‌های برجسته این حوزه می‌توان به سید ابراهیم نبوی، صمد بهرنگی، ستارخان و ده‌ها ادیب، داستان‌نویس و پژوهشگر محلی اشاره کرد که آثارشان در سطوح ملی و فراملی مورد توجه قرار گرفته‌اند.
در دهه‌های اخیر، با رشد مراکز فرهنگی، دانشگاهی و نشر، ادبیات ترکی آذربایجانی در این استان جان تازه‌ای گرفته و تولیدات نوگرایانه در قالب داستان، رمان، شعر و حتی نمایشنامه، توسط نویسندگان بومی و نسل جدید خلق شده‌اند. همچنین مجلات و فصل‌نامه‌های فرهنگی به زبان ترکی آذربایجانی، به تقویت و مستندسازی این ادبیات کمک کرده‌اند.

## آداب و رسوم
استان آذربایجان شرقی، با پیشینه‌ای کهن و ارتباطات تاریخی با فرهنگ‌های متنوع ایران و قفقاز، از گنجینه‌ای غنی از آیین‌ها، مراسم و آداب اجتماعی برخوردار است. بسیاری از این آداب ریشه در باورهای اسطوره‌ای، سنت‌های دینی، تعاملات قبیله‌ای و شرایط اقلیمی دارد و هنوز هم در روستاها و برخی شهرها به‌شکل زنده و فعال برگزار می‌شوند.
یکی از برجسته‌ترین ویژگی‌های فرهنگی در این استان، آیین‌های زندگی روزمره همچون عروسی، سوگواری، نوروز، شب چله (یلدا) و مراسم مذهبی است که با نمادها، خوراکی‌های سنتی، پوشاک خاص و موسیقی همراه می‌شود.

### مراسم عروسی
در روستاهای آذربایجان شرقی، عروسی‌های سنتی معمولاً چند روز طول می‌کشند و مراحل مختلفی دارند: خواستگاری (الچی‌لیق)، نامزدی (نیشان)، حنابندان (خینایاخدی)، عروسی (توی). در این مراسم، موسیقی عاشیقی، اجرای رقص محلی، شعرخوانی و پذیرایی با غذاهای خاص از عناصر جدانشدنی هستند. بسیاری از خانواده‌ها هنوز تلاش می‌کنند بخش‌هایی از این سنت‌ها را حفظ کنند، هرچند سبک زندگی مدرن شکل آن‌ها را تا حدی تغییر داده است.

### مراسم سوگواری
مردم آذربایجان شرقی، به‌ویژه در ماه محرم، مراسم عزاداری برای امام حسین (ع) را با شور فراوان برگزار می‌کنند. آیین‌هایی مانند شمع‌گردانی، شبیه‌خوانی (تعزیه)، علم‌گردانی و پخت نذری در نقاط مختلف استان برگزار می‌شود. در برخی شهرها، این مراسم با اشکال محلی و خاص اجرا می‌گردد که جنبه‌ای فرهنگی در کنار وجه مذهبی آن دارد.

### آیین‌های نوروز و چله
نوروز در آذربایجان شرقی با آیین‌هایی مانند چهارشنبه‌سوری، تکم‌گردانی (آیین نمایشی سنتی)، خانه‌تکانی، سبزه انداختن و دید و بازدید همراه است. همچنین مراسم شب چله (یلدا) با خواندن شاهنامه، خوردن هندوانه، آجیل، شیرینی و حضور سالمندان خانواده اهمیت خاصی دارد.

### آیین‌های زراعی و باورهای بومی
در مناطق روستایی، مردم به آیین‌های مربوط به کشاورزی و دامپروری همچون جشن برداشت، نذر باران (یاراچیلار)، و آیین‌های حفاظت از زمین و دام اعتقاد دارند. این آیین‌ها، ترکیبی از باورهای کهن و آموزه‌های دینی هستند که در قالب ضرب‌المثل‌ها، آوازهای محلی و دعاهای جمعی نمود پیدا می‌کنند.

## موسیقی و رقص محلی
موسیقی سنتی و محلی آذربایجان شرقی یکی از شاخص‌ترین جلوه‌های فرهنگی این استان است که در قالب‌های متنوع، با ریشه‌هایی عمیق در تاریخ، اسطوره و زندگی روزمره مردم جاری است. این موسیقی نه‌تنها ابزاری برای سرگرمی، بلکه رسانه‌ای برای انتقال فرهنگ، آموزش، سوگواری، حماسه‌سرایی و حتی مشاوره اخلاقی بوده است.

### موسیقی عاشیقی (Aşıq)[۴]
در رأس موسیقی محلی آذربایجان شرقی، هنر عاشیقی قرار دارد. عاشیق‌ها شاعر، نوازنده، خواننده، راوی و فیلسوفان عامی فرهنگ آذربایجانی هستند. آن‌ها با ساز قوپوز (قوپوز: نوعی ساز زهی سنتی ترکی)، داستان‌هایی از عشق، حماسه، عرفان و مبارزه اجتماعی را در قالب شعر و آواز اجرا می‌کنند. موسیقی عاشیقی ریشه در دوران پیش از اسلام دارد و با گذر زمان، رنگ و بویی عرفانی و مذهبی نیز یافته است.
در شهرهایی مانند تبریز، مراغه، اهر و سراب، مجالس عاشیقی هنوز به‌شکل رسمی و غیررسمی برگزار می‌شوند. همچنین جشنواره‌های عاشیقی در سطح ملی و بین‌المللی نیز هر ساله در این استان برگزار می‌گردد که نقش مؤثری در حفظ این میراث ناملموس ایفا می‌کند.

#### سازهای محلی
موسیقی محلی آذربایجان شرقی بر پایه سازهایی همچون:
- قوپوز (ساز اصلی عاشیق‌ها)
- بالابان (ساز بادی شبیه نی که صدایی حزین دارد)
- دایره و نقاره (سازهای کوبه‌ای مورد استفاده در مراسم شادی)
- تار و کمانچه (در اجراهای کلاسیک‌تر)   شکل گرفته است.

استفاده از این سازها بسته به نوع مراسم، منطقه جغرافیایی و مضمون اجرا متفاوت است. برخی سازها در مناطق کوهستانی رایج‌ترند و برخی دیگر در آیین‌های شهری و دینی کاربرد دارند.

### رقص‌های سنتی
رقص‌های محلی در آذربایجان شرقی، به‌ویژه در مراسم عروسی و جشن‌های سنتی، جایگاه خاصی دارند. معروف‌ترین آن‌ها:
- یاللی (Yallı): رقص گروهی با حرکات هماهنگ دست و پا، که نمادی از اتحاد اجتماعی است.
- تِناس تِناس: نوعی رقص ریتمیک با حرکات سریع پاها
- چوب‌بازی: با اجرای نمایشی میان دو نفر با چوب‌های خاص

رقص‌های محلی اغلب با موسیقی زنده همراه هستند و پیام‌هایی نمادین دربارهٔ قدرت، جوانمردی، عشق یا همبستگی اجتماعی در آن‌ها دیده می‌شود. بسیاری از این رقص‌ها نیز به ثبت میراث معنوی در سطح ملی رسیده‌اند.

## پوشاک سنتی
پوشاک سنتی مردم آذربایجان شرقی، آینه‌ای از تاریخ، اقلیم، طبقه اجتماعی و ارزش‌های فرهنگی این منطقه است. اگرچه در دهه‌های اخیر پوشش سنتی در مناطق شهری کمتر مورد استفاده قرار می‌گیرد، اما هنوز هم در روستاها، آیین‌ها، مراسم خاص، و جشنواره‌های فرهنگی این لباس‌ها کاربرد دارند و به‌عنوان نماد هویت قومی و منطقه‌ای حفظ شده‌اند.

### پوشاک زنانه سنتی
لباس زنان در آذربایجان شرقی به‌ویژه در نواحی روستایی و عشایری، بسیار رنگارنگ، چندلایه و چشم‌نواز است. از جمله اجزای این پوشاک می‌توان به موارد زیر اشاره کرد:
- کؤینک (پیراهن بلند) با دوخت‌هایی خاص و گاهی تزئینات فلزی یا پولکی
- کؤلجک (جلیقه ابریشمی یا مخملی) که روی پیراهن پوشیده می‌شود
- شال و چارقد برای پوشاندن سر، که طرح‌های محلی و گل‌دار دارد
- دامن‌های چین‌دار بلند (ایچکِن و ایشکِن) که از پارچه‌های رنگی تهیه می‌شوند
- کفش‌های سنتی (چاروق یا یایلیق‌کفش) که توسط صنعتگران محلی تولید می‌شود

در برخی مناطق مانند کلیبر، هوراند یا مرند، نقش‌ونگار لباس‌ها، نمادهایی از باورهای قدیمی یا مفاهیم زیست‌محیطی مانند خورشید، حیوانات یا عناصر طبیعت را به همراه دارند.

### پوشاک مردانه سنتی
لباس مردان نیز ساده اما بسیار کارآمد بوده و با توجه به سبک زندگی کشاورزی یا دامداری طراحی شده است. عناصر اصلی آن شامل:
- کؤینک (پیراهن نخی یا پشمی)
- شلوار گشاد (شلوار قیزیلمایی یا دبیت)
- آرخلق یا چوخا: کت بلند سنتی مخصوص فصول سرد
- کمربند پارچه‌ای یا چرمی
- کلاه پشمی یا لبه‌دار که در مناطق سردسیر بسیار رایج بوده است

در گذشته، نوع پارچه و تزیینات لباس می‌توانست نشان‌دهنده طبقه اجتماعی، شغل یا حتی وضعیت تأهل افراد باشد. مثلاً لباس داماد با شال قرمز مشخص می‌شد و افراد سالمند معمولاً از رنگ‌های تیره‌تر استفاده می‌کردند.

### نقش پوشاک در آیین‌ها و هنرها
پوشاک سنتی نقشی اساسی در اجرای مراسم فرهنگی دارد؛ از جمله در:
- رقص‌های محلی که لباس‌ها باید آزادی حرکتی بالا داشته باشند
- مراسم عاشیقی که عاشیق‌ها با جلیقه، شال و کلاه سنتی روی صحنه می‌روند
- جشنواره‌های فرهنگی در تبریز و دیگر شهرها، که هر ساله با نمایش لباس‌های بومی برگزار می‌شوند

امروزه تلاش‌هایی برای احیای پوشاک سنتی صورت گرفته و برخی طراحان مد ایرانی نیز از عناصر بومی آذربایجان شرقی در طراحی‌های معاصر بهره می‌برند.

## غذاهای محلی
غذاهای سنتی آذربایجان شرقی بازتابی از تاریخ، اقلیم، منابع طبیعی و سبک زندگی مردم این منطقه هستند. استفاده از مواد اولیه ساده اما مغذی، شیوه‌های پخت طولانی و ترکیب خلاقانه ادویه‌ها، باعث شده‌اند که خوراک‌های این استان شهرت ملی و حتی جهانی پیدا کنند. این غذاها نه‌تنها در سفره‌های روزمره بلکه در آیین‌های سنتی، جشن‌ها و مراسم مذهبی جایگاه ویژه‌ای دارند.

### کوفته تبریزی
بی‌تردید معروف‌ترین غذای این استان، کوفته تبریزی است. این غذای پرملات، از ترکیب گوشت چرخ‌کرده، لپه، برنج، سبزی معطر، تخم‌مرغ، پیاز، آلو، گردو، زرشک و گاهی تخم‌مرغ آب‌پز یا آلو در میان آن تهیه می‌شود. کوفته‌ها در سس گوجه‌فرنگی و زعفران پخته می‌شوند. هنر اصلی در کوفته‌پزی، شکل‌دادن صحیح و جلوگیری از باز شدن آن هنگام پخت است که مهارتی محلی و قدیمی است.

### آش ماست (آیران آشی)
آش ماست یا آیران آشی یکی از غذاهای سبک و سالم است که بیشتر در ماه‌های گرم سال سرو می‌شود. این آش شامل نخود، برنج، سبزی آش، پیاز داغ، سیر، و ماست محلی است و به‌صورت گرم یا سرد قابل سرو است. در برخی مناطق، در این آش از بلغور یا رشته محلی هم استفاده می‌شود.

### یتیمچه
یتیمچه یک خوراک گیاهی ساده اما بسیار لذیذ است که بدون گوشت پخته می‌شود و از بادمجان، گوجه‌فرنگی، فلفل، سیب‌زمینی، پیاز و گاهی تخم‌مرغ یا نخود تهیه می‌شود. این غذا معمولاً با نان سنگک یا لواش مصرف می‌شود و نماد غذایی سالم و اقتصادی است.

### کوکوی سبزیجات محلی
در روستاهای کوهستانی استان، انواع کوکو با سبزی‌های بومی مانند گزنه، چوچاق، گل‌گاوزبان، پیازچه کوهی یا تره وحشی پخته می‌شود که هم خاصیت دارویی دارند، هم طعم ویژه‌ای دارند. این غذا معمولاً با ماست محلی یا دوغ سرو می‌شود.

### سایر غذاهای سنتی معروف:
- آبگوشت کشک (ویژه مناطق عشایری)
- قرمه سبزی آذری (با تفاوت در نوع سبزی و روغن‌گیری)
- سوپ بلغور و دوغ
- قویماق (حلوا مانند شیر، آرد و کره)
- بوغدا آشی (آش گندم سنتی برای زمستان)

### شیرینی‌ها و نان‌های محلی
- نان تیری: نان نازک سنتی که با تنور پخته می‌شود
- شیرینی نوقا، باقلوا و قرابیه تبریزی: که شهرتی ملی دارند و نماد شیرینی‌پزی سنتی در این استان‌اند
- کاکا و قاتلاما: شیرینی‌های رایج در روستاها، به‌ویژه در مناسبت‌ها

## صنایع دستی
استان آذربایجان شرقی یکی از قطب‌های اصلی صنایع دستی ایران است. این استان به‌ویژه در شهرهایی مانند تبریز، اسکو، مرند، هریس، شبستر و اهر، از مراکز فعال تولید صنایع دستی به‌شمار می‌رود. محصولاتی که نه‌تنها در داخل کشور، بلکه در بازارهای جهانی نیز شناخته شده‌اند و برخی از آن‌ها نشان ثبت جهانی یا ملی دارند.

### فرش تبریز
فرش دستباف تبریز مشهورترین و مهم‌ترین هنر دستی این منطقه است. این فرش‌ها با طرح‌های متنوع از جمله شاه عباسی، اسلیمی، گل‌فرنگ، شکارگاه، ماهی درهم و رنگ‌های اصیل، شناخته می‌شوند. کیفیت بالای پشم و ابریشم مصرفی، گره‌های دقیق و ظرافت بی‌نظیر نقشه‌ها، فرش تبریز را در رده ممتاز جهانی قرار داده است. برخی از قالی‌های هنری تبریز در حراجی‌های بین‌المللی به قیمت‌های میلیون‌دلاری فروخته شده‌اند.

### ورنی (سوماک)
ورنی‌بافی هنر تولید زیراندازی است میان فرش و گلیم، که بیشتر در میان عشایر قره‌داغ (ارسباران) رواج دارد. ورنی‌ها دارای نقش‌های حیوانی، هندسی یا گیاهی هستند و معمولاً با پشم یا کرک در رنگ‌های طبیعی بافته می‌شوند. این صنعت دستی، به‌ویژه در شهرستان‌های اهر، کلیبر و خداآفرین رونق دارد.

### نقره‌کاری و قلم‌زنی
تبریز از دیرباز یکی از مراکز اصلی نقره‌کاری و فلزکاری سنتی ایران بوده است. ظروف و زیورآلات نقره‌کاری‌شده با طرح‌های اسلیمی، شکارگاه، گل و مرغ، یا اشعار فارسی، توسط هنرمندان تبریزی ساخته می‌شود. برخی از استادکاران این رشته، جوایز جهانی نیز دریافت کرده‌اند.

### چرم‌دوزی و کفش‌دوزی سنتی
در تبریز، هنر چرم‌دوزی و کفش‌دوزی دست‌ساز نیز قدمتی دیرینه دارد. کفش‌های دست‌دوز تبریزی نه‌تنها در ایران بلکه در منطقه قفقاز، ترکیه و آسیای مرکزی مشتری دارند. کیفیت چرم طبیعی و دقت در دوخت، وجه تمایز اصلی این محصولات است.

### سوزن‌دوزی و پارچه‌بافی
در برخی روستاها، زنان هنرمند به کار سوزن‌دوزی، ابریشم‌دوزی و پارچه‌بافی سنتی مشغول‌اند. این محصولات اغلب در تهیه لباس‌های سنتی یا تزئینات داخلی استفاده می‌شوند.

### سفال و سرامیک
سفال اسکو یکی از برجسته‌ترین انواع سفال در شمال‌غرب ایران است. طرح‌ها و نقش‌های سنتی با لعاب‌های مینایی، هنر این منطقه را از سایر مناطق متمایز می‌کند. تولیدات شامل کوزه، کاسه، گلدان و ظروف تزئینی هستند.

## باورها، ضرب‌المثل‌ها و فرهنگ عامه
فرهنگ عامه (فولکلور) در آذربایجان شرقی مجموعه‌ای است از اعتقادات، افسانه‌ها، مثل‌ها، ترانه‌ها و روایت‌هایی که نسل‌به‌نسل منتقل شده‌اند. این عناصر نقش مهمی در شکل‌گیری هویت فرهنگی مردم دارند و اغلب با زندگی کشاورزی، دامداری، دین، عرفان و اسطوره‌های محلی در هم تنیده‌اند.

### ضرب‌المثل‌ها
ضرب‌المثل‌های ترکی آذربایجانی که در این منطقه رواج دارند، گنجینه‌ای از خرد بومی و تجربه‌های تاریخی مردم‌اند. این مثل‌ها اغلب کوتاه، کنایه‌آمیز و سرشار از تصویرسازی هستند. برای نمونه:
- "آییخ گئدن، یولدان قالار" (کسی که خواب‌آلود حرکت کند، از راه می‌ماند) – کنایه به لزوم هوشیاری و سرعت عمل.[۱۱]
- "سؤز آغزدان چیخمازدان قیرخ قیینداشی اولار" (یک سخن، پیش از خروج از دهان چهل برادر دارد) – هشدار به تأمل قبل از حرف زدن.
- "قویون سویی آشدی، قاپاق گؤره‌ندَن نئه چاره" (وقتی آب از چاه بالا زد، درِ چاه چه فایده دارد؟) – اشاره به بی‌فایده بودن اقدام پس از وقوع مشکل.
- "آج دیییلَنین چورئکی دا یئمه‌ز" (کسی که بگوید گرسنه‌ام، نان هم نمی‌خورد) – بیان مفهوم مظلوم‌نمایی یا اغراق در نیاز.

برخی از مثل‌ها برگرفته از طبیعت، حیوانات یا عناصر بومی‌اند، که نشان از تعامل نزدیک مردم با محیط زیست دارد.

### باورها و خرافات محلی
در برخی مناطق روستایی هنوز باورهایی وجود دارد که ریشه در سنت‌ها و اسطوره‌ها دارند. برای نمونه:
- بوییدن قهوه (فال قهوه) و فال تاروت در جمع‌های زنانه
- باور به چشم‌زخم (نظر) و استفاده از نعل اسب، مهره‌ی آبی یا قرآن برای دفع آن
- اعتقاد به خواب دیدن به‌عنوان نشانه‌ای از آینده
- آیین‌هایی برای باران‌خواهی (یاراچیلار) در سال‌های خشک‌سالی

هرچند بسیاری از این باورها امروز با نگاه انتقادی یا نمادین دیده می‌شوند، اما در حافظه فرهنگی مردم همچنان زنده‌اند.

### افسانه‌ها و داستان‌های شفاهی
مردم آذربایجان شرقی دارای گنجینه‌ای از افسانه‌ها و داستان‌های شفاهی‌اند که بخشی از ادبیات عامه (ادبیات فولکلور) محسوب می‌شوند. نمونه‌هایی از این داستان‌ها:
- افسانه آراز و سارا (داستانی عاشقانه با پس‌زمینه تاریخی در مرز ایران و قفقاز)
- افسانه قلعه بابک (حماسه‌ مقاومت و شجاعت)
- قصه‌های ملا نصرالدین که با زبان طنز به رفتارهای اجتماعی و ناهنجاری‌ها می‌پردازد
- داستان‌هایی از پری‌ها، دیوها، و موجودات جادویی که در مناطق کوهستانی رواج دارند

برخی از این روایت‌ها، به‌شکل مکتوب هم درآمده‌اند و در کتاب‌های مردم‌شناسی یا خاطرات شفاهی ثبت شده‌اند.